# Dyskografia Hole
Jest to kompletna dyskografia zespołu grunge’owego Hole. Zespół ten działał w latach od 1989 do 2002 roku, nagrał on w tym czasie 3 płyty studyjne, 2 EP-ki, 1 kompilacje i 13 singli.

## Dyskografia

### Albumy
| Album                     | Wytwórnia        | Data                 | Pozycja | Pozycja | Pozycja | Sprzedaż w USA | Certyfikacja |
| Album                     | Wytwórnia        | Data                 | USA     | UK      | KAN     | Sprzedaż w USA | Certyfikacja |
| ------------------------- | ---------------- | -------------------- | ------- | ------- | ------- | -------------- | ------------ |
| Pretty on the Inside      | Caroline Records | 17 września 1991     | –       | –       | –       | 389 000        |              |
| Live Through This         | DGC Records      | 12 kwietnia 1994     | 52      | 13      | –       | 1 800 000      | platyna      |
| My Body, the Hand Grenade | City Records     | 28 października 1997 | –       | –       | –       |                |              |
| Celebrity Skin            | Geffen Records   | 8 września 1998      | 9       | 11      | 3       | 800 000        | platyna      |

### EP-ki
| Album             | Wytwórnia        | Data             | Pozycja | Pozycja | Pozycja | Sprzedaż w USA | Certyfikacja |
| Album             | Wytwórnia        | Data             | U.S.    | UK      | KAN     | Sprzedaż w USA | Certyfikacja |
| ----------------- | ---------------- | ---------------- | ------- | ------- | ------- | -------------- | ------------ |
| Ask for It        | Caroline Records | 8 września 1995  | 172     | –       | –       | 138 000        |              |
| The First Session | Sympathy Records | 26 sierpnia 1997 | –       | –       | –       |                |              |
| Nobody's Daughter | Mercury Records  | 26 sierpnia 1997 | 15      | 46      | 11      | 22 000         |              |

### Single
| Album           | Wytwórnia        | Data                | Pozycja                | Pozycja            | Pozycja               | Pozycja          | Pozycja | Pozycja  | Pozycja | Pozycja   | Pozycja       |
| Album           | Wytwórnia        | Data                | Mainstream Rock Tracks | Modern Rock Tracks | The Billboard Hot 100 | UK Singles Chart | Francja | Holandia | Szwecja | Australia | Nowa Zelandia |
| --------------- | ---------------- | ------------------- | ---------------------- | ------------------ | --------------------- | ---------------- | ------- | -------- | ------- | --------- | ------------- |
| Retard Girl     | Sympathy Records | kwiecień 1990       | –                      | –                  | –                     | –                | –       | –        | –       | –         | –             |
| Dicknail        | Sub Pop          | marzec 1991         | –                      | –                  | –                     | –                | –       | –        | –       | –         | –             |
| Teenage Whore   | Caroline Records | sierpień 1991       | –                      | –                  | –                     | –                | –       | –        | –       | –         | –             |
| Beautiful Son   | Sympathy Records | kwiecień 1993       | –                      | –                  | –                     | 54               | –       | –        | –       | –         | –             |
| Miss World      | Geffen Records   | 12 maja 1994        | –                      | 13                 | –                     | 64               | –       | –        | –       | –         | –             |
| Doll Parts      | Geffen Records   | 15 grudnia 1994     | –                      | 4                  | 58                    | 16               | 45      | –        | –       | –         | –             |
| Violet          | Geffen Records   | 1 stycznia 1995     | –                      | 29                 | –                     | 17               | –       | 45       | –       | –         | –             |
| Softer, Softest | Geffen Records   | grudzień 1995       | –                      | 32                 | –                     | –                | –       | –        | –       | –         | –             |
| Gold Dust Woman | Geffen Records   | 1996                | –                      | 31                 | –                     | –                | –       | –        | –       | –         | –             |
| Celebrity Skin  | Geffen Records   | 8 października 1998 | 4                      | 1                  | 85                    | 19               | 64      | –        | 43      | 24        | 33            |
| Malibu          | Geffen Records   | 29 grudnia 1998     | 16                     | 3                  | 81                    | 22               | –       | –        | –       | 11        | 38            |
| Awful           | Geffen Records   | 27 kwietnia 1999    | –                      | 13                 | –                     | 42               | –       | –        | –       | 44        | –             |
| Be a Man        | Geffen Records   | 28 marca 2000       | –                      | –                  | –                     | –                | –       | –        | –       | –         | –             |

## Teledyski
| Rok  | Piosenka                        | Album                       | Reżyser                    |
| ---- | ------------------------------- | --------------------------- | -------------------------- |
| 1991 | Garbadge Man                    | Pretty on the Inside        | ?                          |
| 1994 | "Miss World"                    | Live Through This           | Sophie Muller              |
| 1994 | Doll Parts                      | Live Through This           | Samuel Bayer               |
| 1995 | "Violet"                        | Live Through This           | Mark Seliger/Fred Woodward |
| 1995 | Softer, Softest (MTV Unplugged) | Live Through This           | Alex Coletti               |
| 1997 | Gold Dust Woman                 | The Crow: City of Angels    | Matt Mahurin               |
| 1998 | Celebrity Skin                  | Celebrity Skin              | Nancy Bardawil             |
| 1998 | "Malibu"                        | Celebrity Skin              | Paul Hunter                |
| 1999 | Awful                           | Celebrity Skin              | Jeff Richter               |
| 2000 | Be a Man                        | Any Given Sunday Soundtrack | Joseph Kahn                |
| 2011 | Samantha                        | Nobody's Daughter           | Alphan Eseli               |